# كهف سقوط الشيطان
كهف سقوط الشيطان (بالإنجليزية: Devil's Fall Cave)‏ هو كهف يقع ضمن أقاليم ما وراء البحار البريطانية في منطقة جبل طارق التابعة للتاج البريطاني.